# Iphinoe africana
Iphinoe africana är en kräftdjursart som beskrevs av John Todd Zimmer 1908. Iphinoe africana ingår i släktet Iphinoe och familjen Bodotriidae. Inga underarter finns listade i Catalogue of Life.